# 鈴木義一
鈴木 義一（すずき よしかず、1961年8月- ）は、日本の経済学者。専門は比較経済史、ロシア経済論。
東京外国語大学総合国際学研究院（国際社会部門・国際研究系）教授。

## 研究業績
- 「戦時共産主義」期の計画経済論再考：　ソヴィエトの計画化の思想的問題によせて『スラヴ文化研究』第2号、98-109、2002年
- 第一次世界大戦とロシア革命、馬場哲・小野塚知二編『西洋経済史学』(東京大学出版会）、307-329、2001年

| スタブアイコン | サブスタブ | この項目は、まだ閲覧者の調べものの参照としては役立たない、人物に関連した書きかけの項目です。この項目を加筆・訂正などしてくださる協力者を求めています（P:人物伝/PJ:人物伝）。 |